# MPI MPX프레스
MPI MPX프레스(영어: MPI MPXpress)는 미국 웹텍에서 개발한 디젤 및 전기 기관차로 미국의 지역 철도 기업이 이 기종을 운용하고 있으며 2003년부터 지금까지 생산하고 있는 모델이다. 현재 운용하고 있는 회사는 미국의 철도 기업인 MARC 트레인 외에도 다수의 북아메리카 지역 철도 회사가 이 기종을 운용하고 있다.

## 세부 모델

### MP36PH-3S

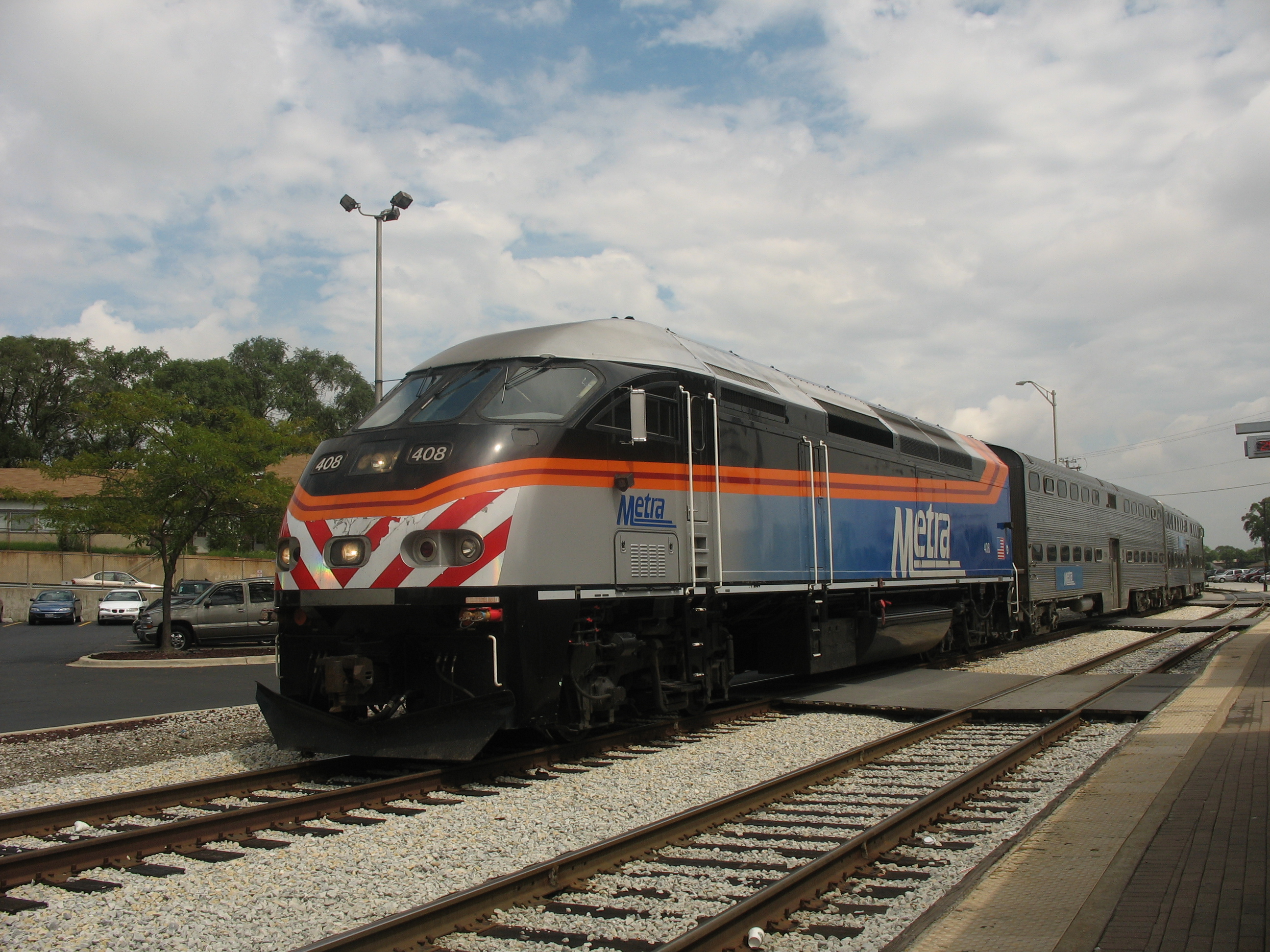
메트라의 MP36PH-3S

디젤 엔진의 경우 EMD 645를 탑재한 기관차로 최대 출력은 2,930 마력으로 유일하게 메트라가 이 기종을 운용하고 있다.

### MP36PH-3C
MP36PH-3C와 MP36PH-3S 기종이 존재하며 최대 출력이 3,600 마력이다. 디젤 엔진의 경우 캐터필러에서 제작한 C-27이 탑재되었다.

### MP40PH-3C

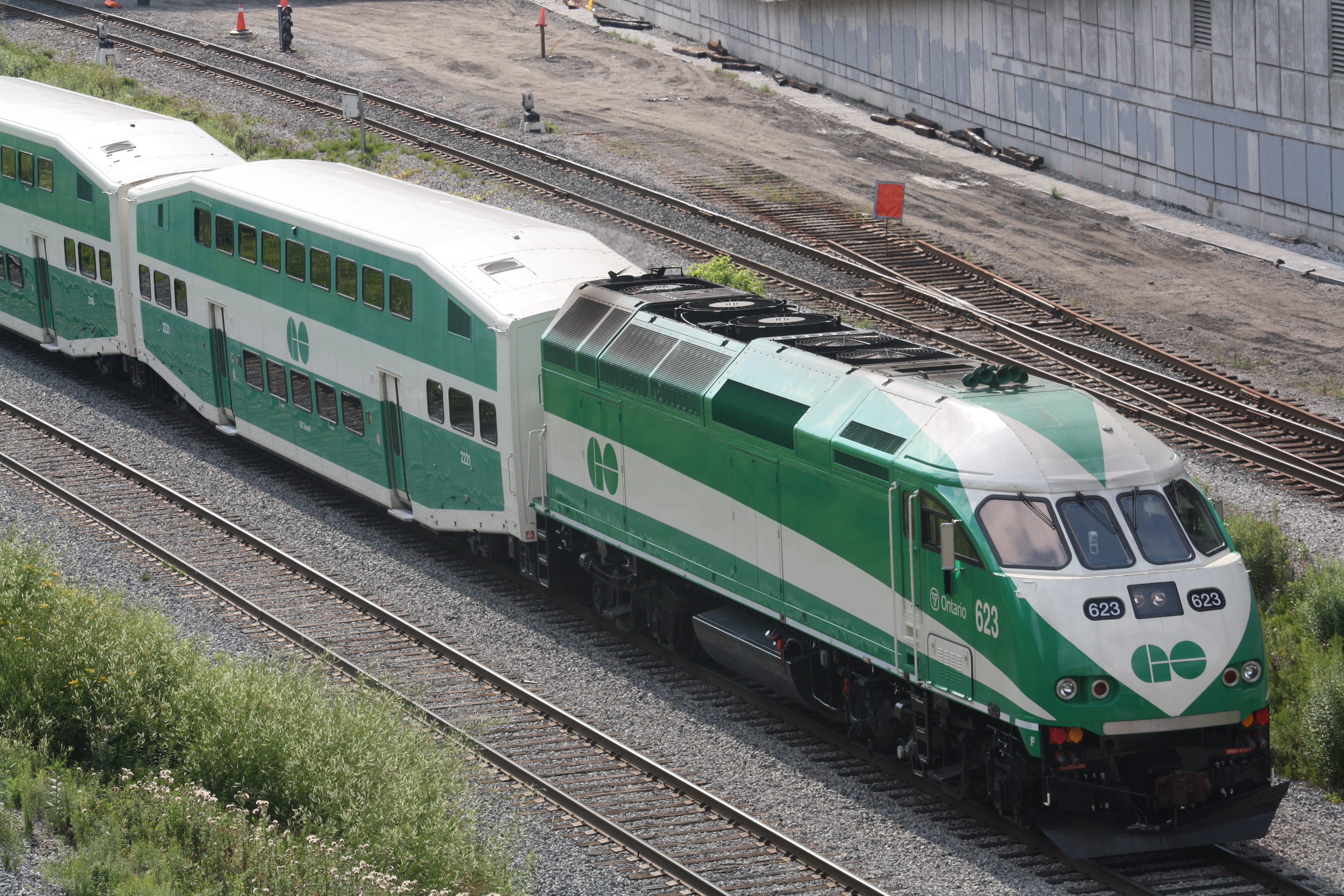
GO 트랜싯의 MP40PH-3C

MP40PH-3C와 MP36PH-3C 기종이 존재하며 이 기종의 경우 다음과 같다.
- MP40PH-3C의 경우 16 기통의 디젤 엔진인 EMD 710을 장착 했으며 최대 출력이 4,000 마력이다.
- MPI의 MP36에 시스템을 대체하기 위해 일렉트로 모티브 디젤에서 제작한 EM2000이란 컴퓨터 제어 시스템을 사용했다.
- EMD 발전기 및 견인 모터를 사용이 가능하다.

### MP32PH-Q

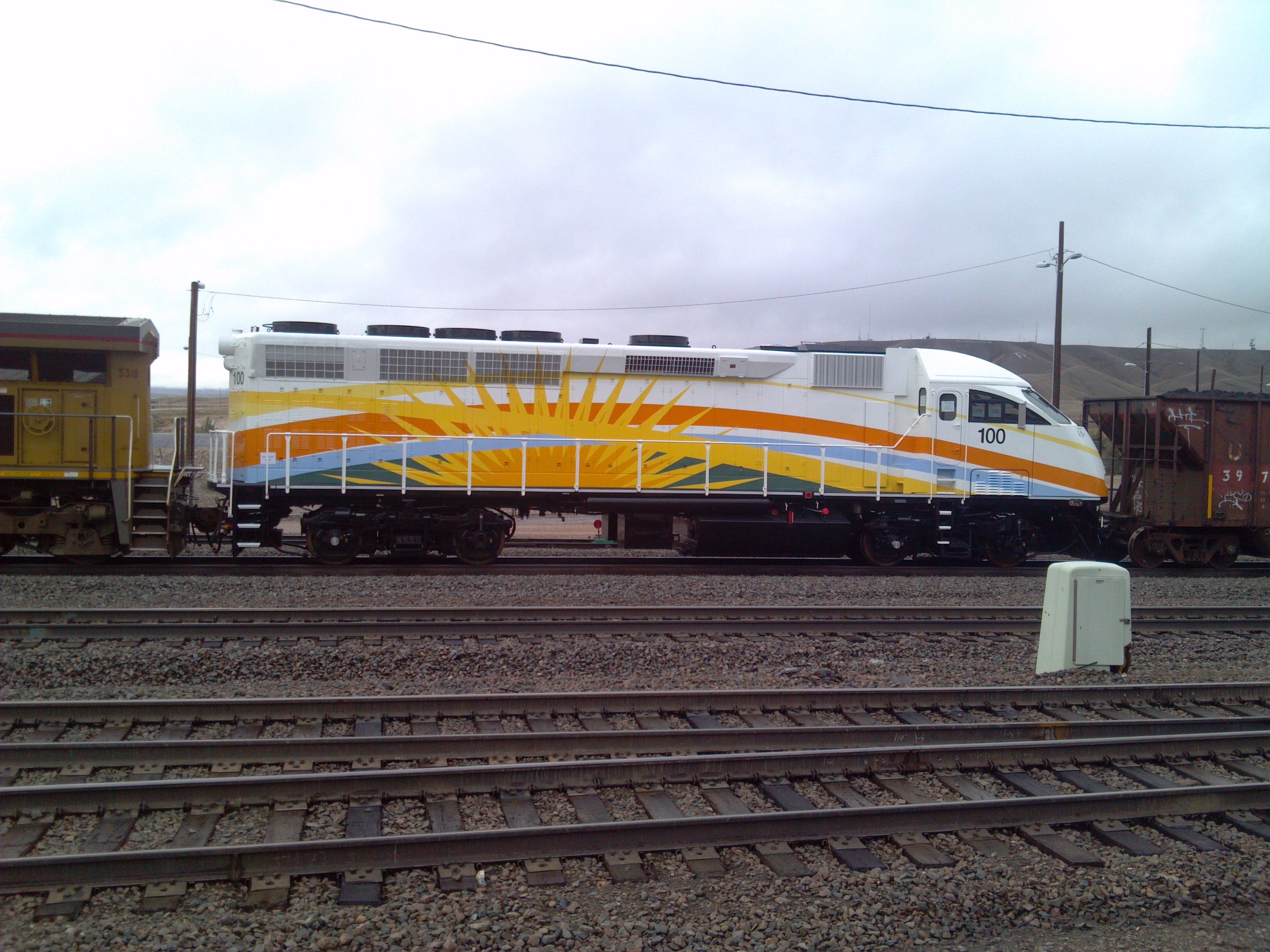
선레일의 MPI MP32PH-Q

MPI MPX프레스 시리즈 기종과 다른 점이 있다면 디젤 엔진과 전자 시스템을 비슷하게 설계 했으며 선레일이 이 기종을 운영하고 있다.

### MP54AC
2015년부터 GO 트랜싯에서 도입될 예정으로 최대 출력이 5,400 마력으로 디젤 엔진의 경우 커민스에서 제작된 QSK60 엔진을 장착할 예정이다. 이 차량은 배기가스 규제에 맞춰 4 기준을 충족한 기관차이다.

## 사진

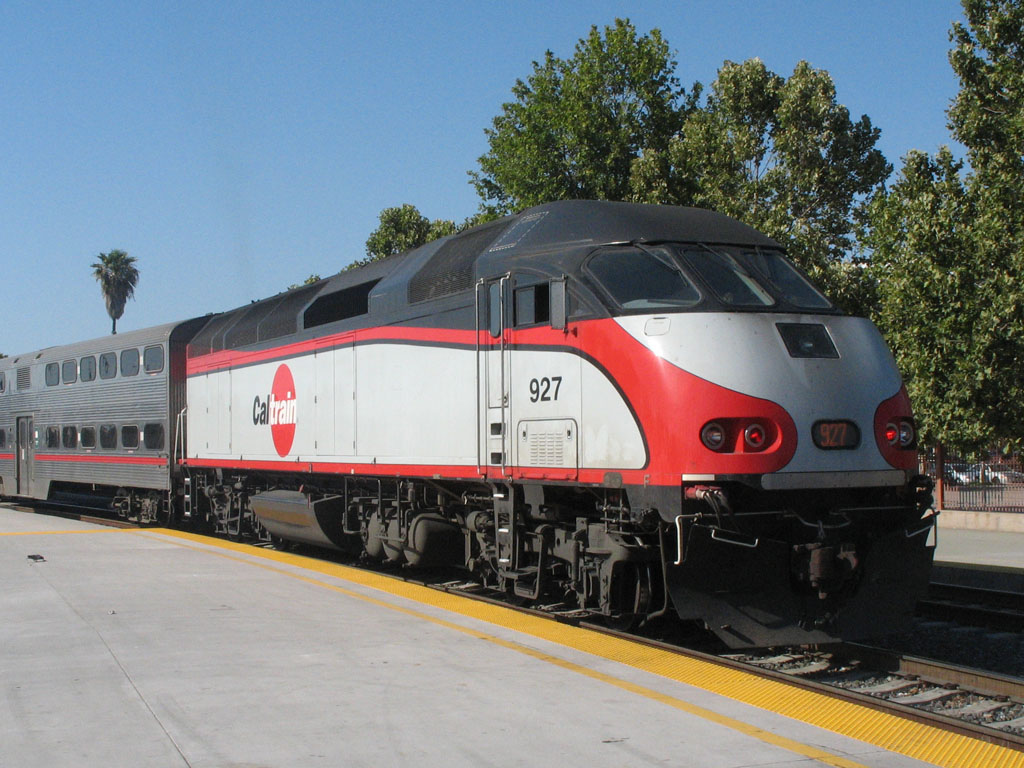
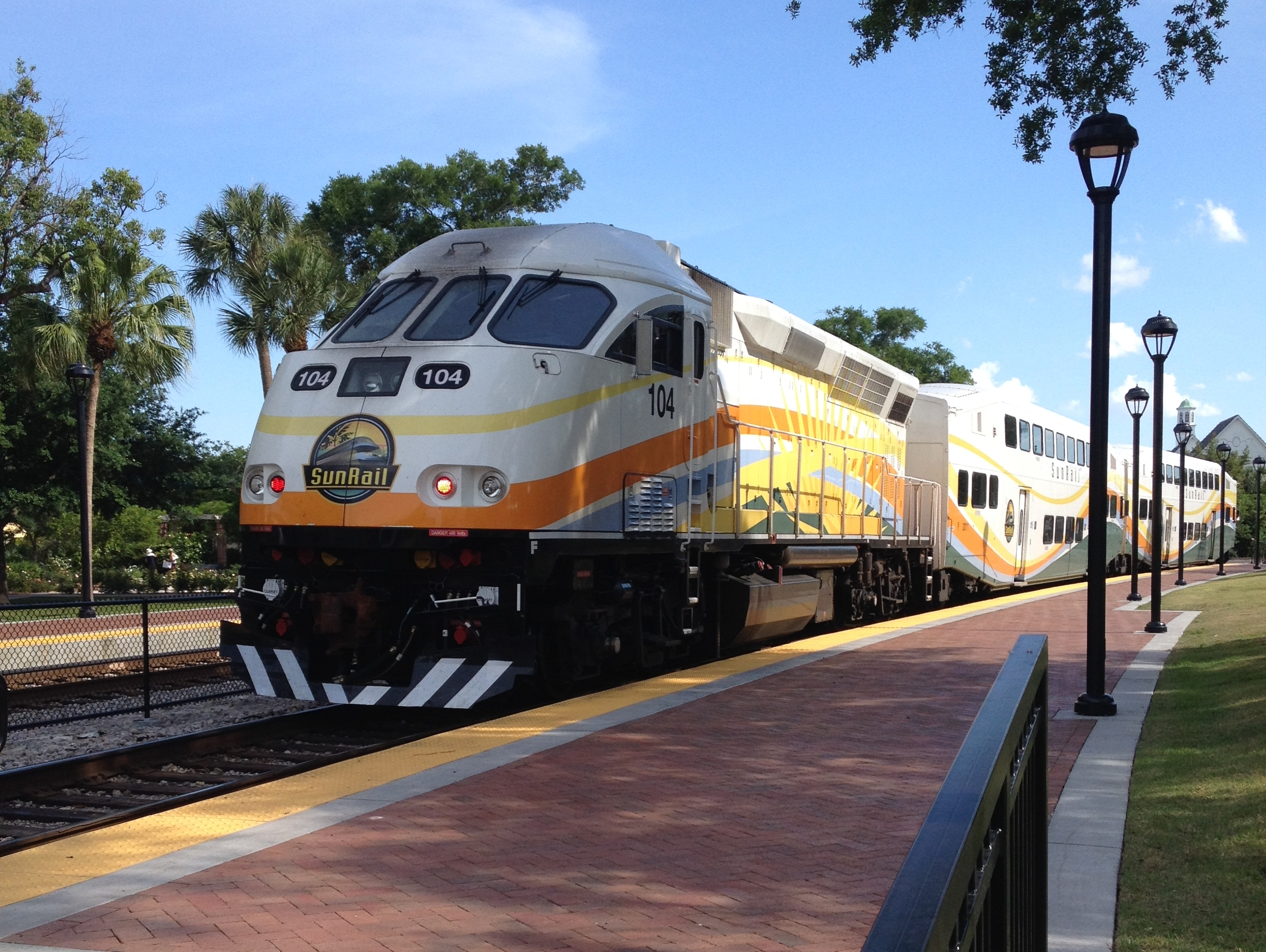
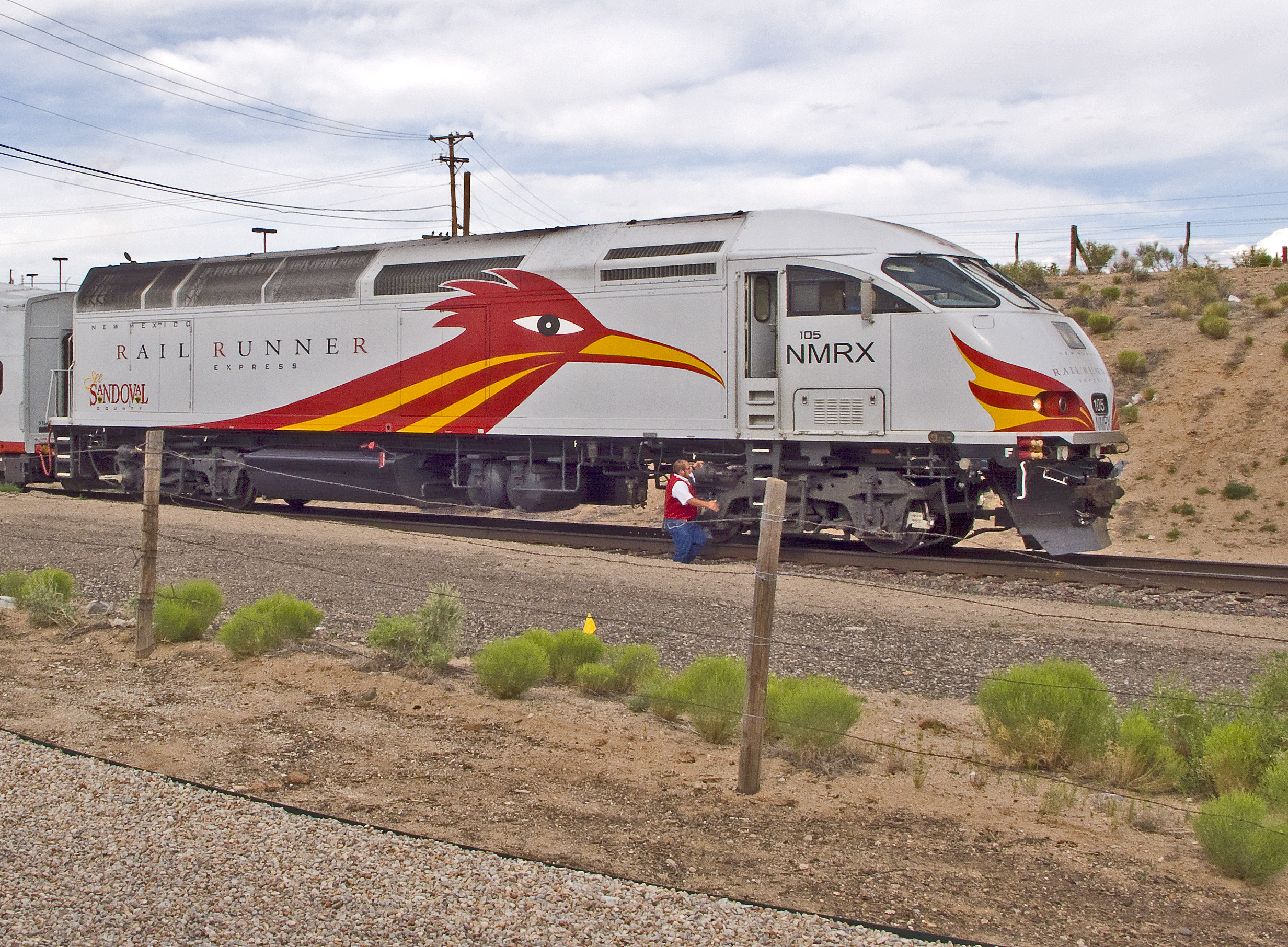
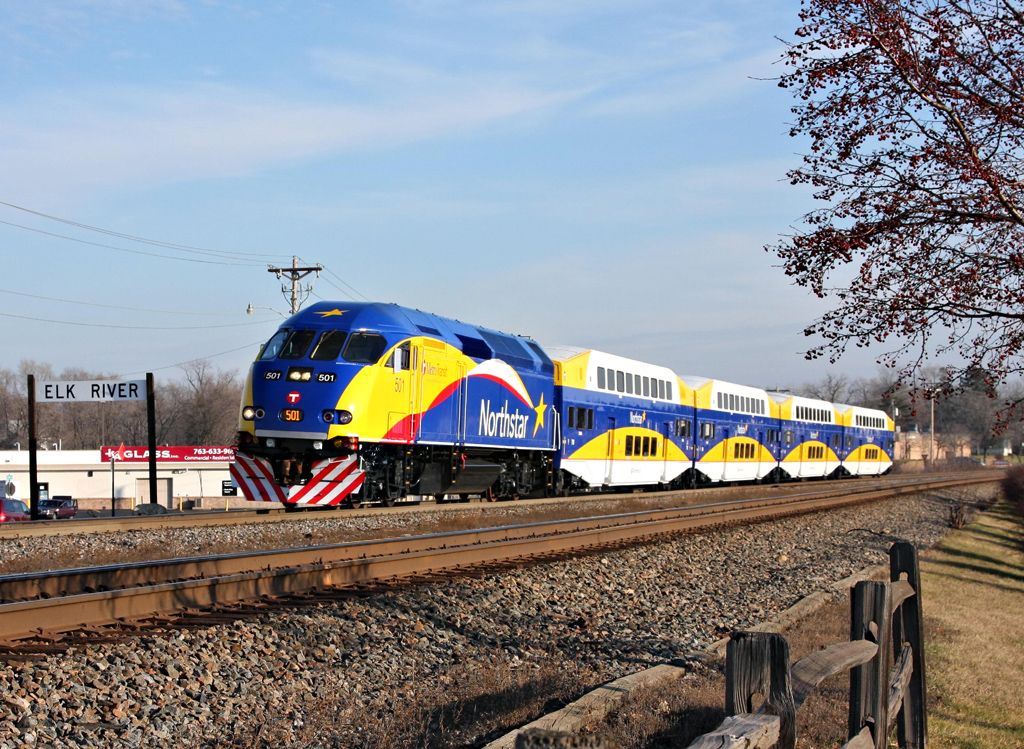
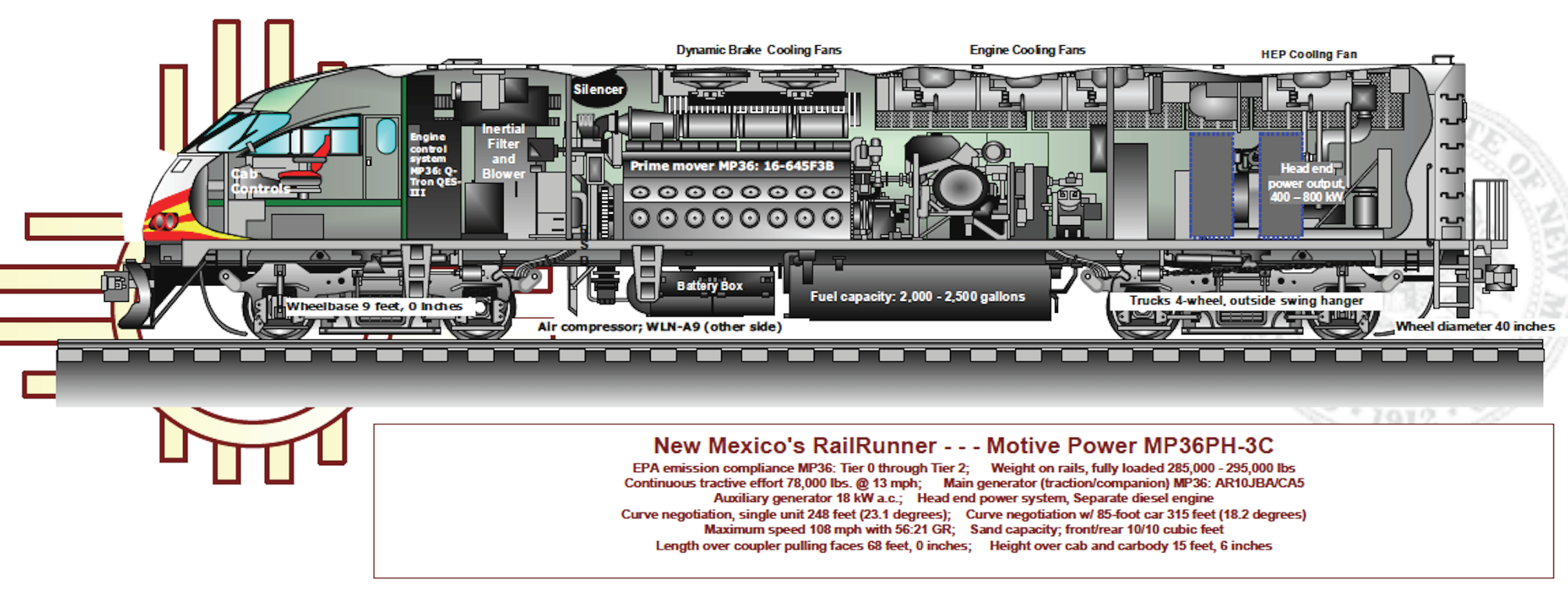

## 현황
| 이름                         | 지역                                     | 모델      | 대수 |
| ---------------------------- | ---------------------------------------- | --------- | ---- |
| 메트라                       | 일리노이주 시카고                        | MP36PH-3S | 27   |
| 칼트레인                     | 캘리포니아주 샌프란시스코                | MP36PH-3C | 6    |
| 프론트러니어                 | 유타주 솔트레이크시티                    | MP36PH-3C | 15   |
| MARC                         | 워싱턴, D.C./메릴랜드주/웨스트버지니아주 | MP36PH-3C | 26   |
| MBTA                         | 매사추세츠주 보스턴                      | MP36PH-3C | 2    |
| 메트로링크                   | 캘리포니아주 로스앤젤레스                | MP36PH-3C | 15   |
| 뉴멕시코 레일러너 익스프레스 | 뉴멕시코주 앨버커키                      | MP36PH-3C | 9    |
| 노스스타 라인                | 미네소타주 미니애폴리스                  | MP36PH-3C | 6    |
| 버지니아 레일웨이 익스프레스 | 워싱턴 D.C./버지니아주                   | MP36PH-3C | 20   |
| 웨스트 코스트 익스프레스     | 브리티시컬럼비아주 벤쿠버                | MP36PH-3C | 1    |
| GO 트랜싯                    | 온타리오주 토론토                        | MP40PH-3C | 67   |
| GO 트랜싯                    | 온타리오주 토론토                        | MP54AC    | 1    |
| 사운더 커뮤터 레일           | 워싱턴주 시애틀                          | MP40PH-3C | 3    |
| 선레일                       | 플로리다주 올랜도                        | MP32PH-Q  | 10   |